# Râul Somonița
Râul Somonița este un afluent al râului Mureș. 